# Харитоново (Старосельский сельсовет, Вологодский район)
Харитоново — деревня в Вологодском районе Вологодской области.
Входит в состав Старосельского сельского поселения, с точки зрения административно-территориального деления — в Старосельский сельсовет.
Расстояние по автодороге до районного центра Вологды — 49 км, до центра муниципального образования Стризнево — 8 км. Ближайшие населённые пункты — Аксеново, Лифино, Яскино, Пахталово.
По переписи 2002 года население — 26 человек (14 мужчин, 12 женщин). Всё население — русские.